# رواد فضاء فريق ناسا الخامس عشر

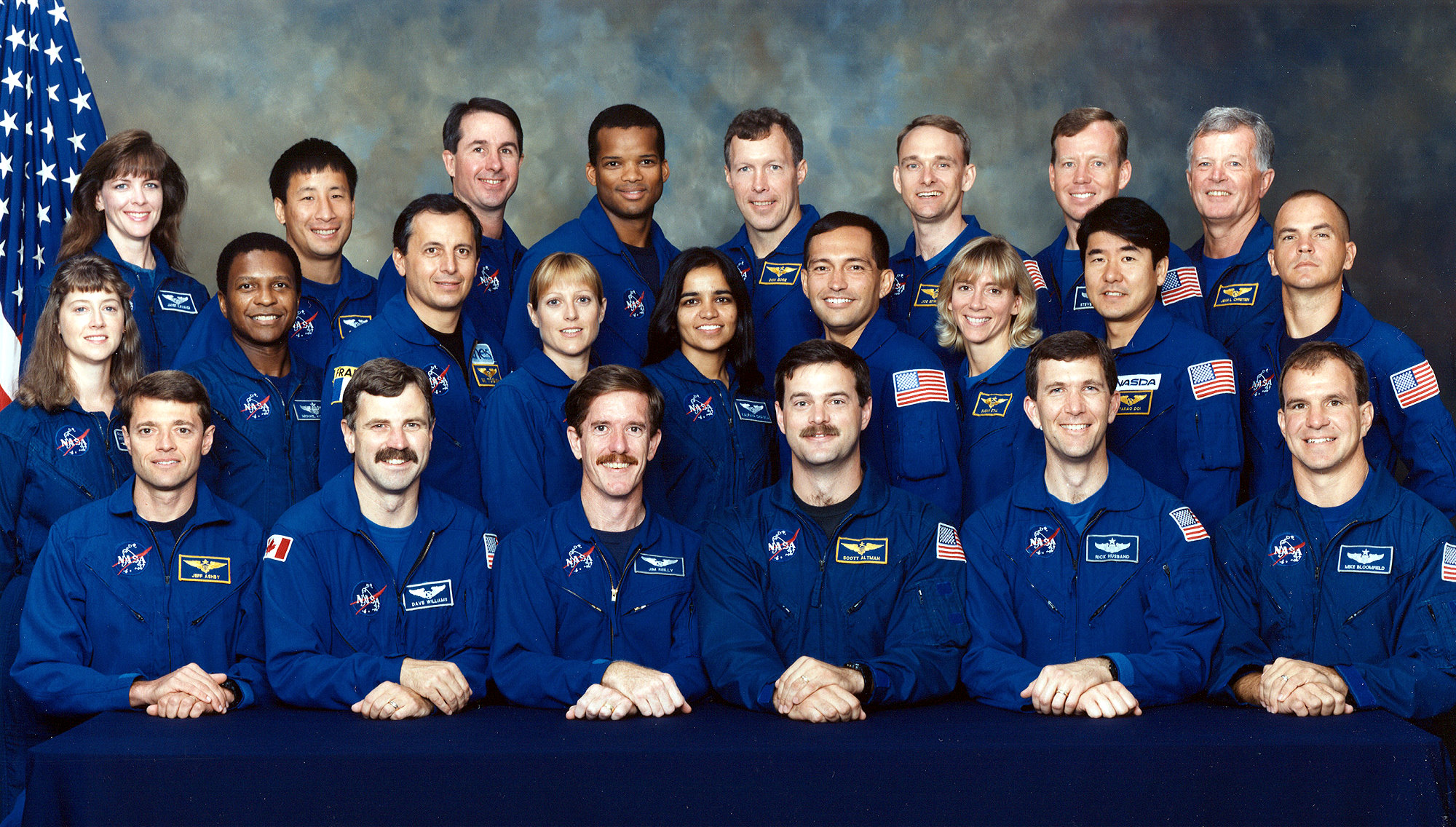
صورة لرواد فضاء فريق ناسا الخامس عشر

رواد فضاء فريق ناسا الخامس عشر (الحلزون الطائر) مجموعة من رواد الفضاء تم اختيارهم في عام 1994، وتضم 23 رائدا. اختار أعضاء المجموعة اسم الحلزون الطائر كتميمة للمجموعة. يرجع البعض السبب إلى وجود عضوين من فرنسا في الفريق، في حين أرجع البعض الأخر إلى مشهد فيلم امرأة جميلة. شملت المجموعة أربعة متدربين متخصصين في البعثة الدولية وتسعة متخصصين في البعثة وعشرة طيارين.

## الطيارين
- سكوت ألتمان[1]
  - الطيار، STS-90 (كولومبيا؛ نيولاب )
  - الطيار، STS-106 (اتلانتيس)
  - القائد، STS-109 (كولومبيا)
  - القائد، STS-125 (اتلانتيس)
- جيفري آشبي[2]
  - الطيار، STS-93 (كولومبيا)
  - الطيار، STS-100 (إنديفور)
  - القائد، STS-112 (اتلانتيس)
- مايكل بلومفيلد[3]
  - الطيار، STS-86 (اتلانتيس)
  - الطيار، STS-97 (إنديفور)
  - القائد، STS-110 (اتلانتيس)
- جو إف إدواردز، جونيور[4]
  - الطيار، STS-89 (إنديفور)
- دومينيك ل. بودويل غوري[5]
  - الطيار، STS-91 (ديسكفري)
  - الطيار، STS-99 (إنديفور)
  - القائد، STS-108 (إنديفور)
  - القائد، STS-123 (إنديفور)
- ريك هزبند[6]
  - الطيار، STS-96 (ديسكفري)
  - القائد، إس تي إس-107 (كولومبيا)
- ستيفن ليندسي[7]
  - الطيار، STS-87 (كولومبيا)
  - الطيار، STS-95 (ديسكفري)
  - القائد، STS-104 (اتلانتيس)
  - القائد، STS-121 (ديسكفري)
  - القائد، إس تي إس - 133 (ديسكفري)
- باميلا ميلروي[8]
  - الطيار، STS-92 (ديسكفري)
  - رائد، STS-112 (اتلانتيس)
  - القائد، STS-120 (ديسكفري)
- سوزان كيلرين[9]
  - الطيار، STS-83 (كولومبيا)
  - الطيار، STS-94 (كولومبيا)
- فريدريك و. ستوركو[10]
  - الطيار، STS-88 (إنديفور)
  - الطيار، STS-105 (ديسكفري)
  - القائد، STS-117 (اتلانتيس)
  - القائد، STS-128 (ديسكفري)

## اخصائي البعثة
- مايكل فيليب أندرسون[11]
  - أخصائي البعثة، STS-89 (إنديفور)
  - أخصائي البعثة، إس تي إس-107 (كولومبيا)
- كالبانا تشاولا[12]
  - أخصائي البعثة، STS-87 (كولومبيا)
  - أخصائي البعثة، إس تي إس-107 (كولومبيا)
- روبرت كوربيم[13]
  - أخصائي البعثة، STS-85 (ديسكفري)
  - أخصائي البعثة، STS-98 (اتلانتيس)
  - أخصائي البعثة، STS-116 (ديسكفري)
- كاثرين هاير[14]
  - أخصائي البعثة، STS-90 (كولومبيا)
  - أخصائي البعثة، STS-130 (إنديفور)
- جانيت كافاندي[15]
  - STS-91 (ديسكفري)
  - STS-99 (إنديفور)
  - STS-104 (اتلانتيس)
- إدوارد تسانج لو[16]
  - أخصائي البعثة، STS-84 (اتلانتيس)
  - أخصائي البعثة، STS-104 (اتلانتيس)
  - مهندس طيران، سويوز TMA-2
  - مهندس طيران، إكسبيديشن 7
- كارلوس نورييجا[17]
  - أخصائي البعثة، STS-84 (اتلانتيس)
  - أخصائي البعثة، STS-97 (إنديفور)
- جيمس ريلي[18]
  - STS-89 (ديسكفري)
  - STS-104 (اتلانتيس)
  - STS-117 (اتلانتيس)
- ستيفن روبنسون[19]
  - STS-85 (ديسكفري)
  - STS-95 (ديسكفري)
  - STS-114 (ديسكفري)
  - STS-130 (إنديفور)

## متخصصي البعثة الدولية
- جان كريتيان لوب (فرنسا)[20]
  - أبحاث رائد فضاء، سويوز T-6
  - أبحاث رائد فضاء، Soyuz TM-6 / TM-7 (مير أراغاتز)
  - أخصائي البعثة، STS-86 (اتلانتيس)
- تاكاو دوي (اليابان)[21]
  - أخصائي البعثة، STS-87 (كولومبيا)
  - أخصائي البعثة، STS-123 (إنديفور)
- ميشيل توجيني (فرنسا)[22]
  - أبحاث رائد فضاء، Soyuz TM-14 / TM-15
  - أخصائي البعثة، STS-93 (كولومبيا)
- دافيد ويليامز (كندا)[23]
  - أخصائي البعثة، STS-90 (كولومبيا)
  - أخصائي البعثة، STS-118 (إنديفور)

## وصلات خارجية
- وثائقي عن رواد فضاء فريق ناسا الخامس عشر- على اليوتيوب.